# ماكس دفوراك
ماكس دفوراك (بالألمانية: Max Dvořák)‏ (و. 1874 – 1921 م) هو مؤرخ الفن، ومؤرخ، وكاتب، وأستاذ جامعي، من النمسا، توفي في زنويمو، عن عمر يناهز 47 عاماً.

## روابط خارجية
- ماكس دفوراك على موقع الموسوعة البريطانية (الإنجليزية)